# Шача (приток Нодоги)
Шача — река в России, правый приток Нодоги. Протекает по территории Заволжского и Кинешемского районов Ивановской области. Длина — 27 км, площадь водосборного бассейна — 195 км².
Исток реки находится в лесах близ границы с Костромской областью к северу от деревни Шелагурино. Течёт на юго-восток по лесному массиву. Притоки — Мокша, Чёрная, Казара (все правые).

## Данные водного реестра
По данным государственного водного реестра России относится к Верхневолжскому бассейновому округу, водохозяйственный участок реки — Волга от города Кострома до Горьковского гидроузла (Горьковское водохранилище), без реки Унжа, речной подбассейн реки — Волга ниже Рыбинского водохранилища до впадения Оки. Речной бассейн реки — (Верхняя) Волга до Куйбышевского водохранилища (без бассейна Оки).
Код объекта в государственном водном реестре — 08010300412110000013858.

## Глобус-1
19 сентября 1971 года на берегу реки Шача, в 4 км от деревни Галкино Кинешемского района был произведён ядерный взрыв Глобус-1 — один из серии мирных подземных ядерных взрывов на территории СССР. Во время взрыва произошёл аварийный выброс радиоактивных веществ на поверхность. На местности присутствует очаговое радиационное заражение. В настоящий момент проводятся работы по реабилитации объекта.